# Bachrach Studios

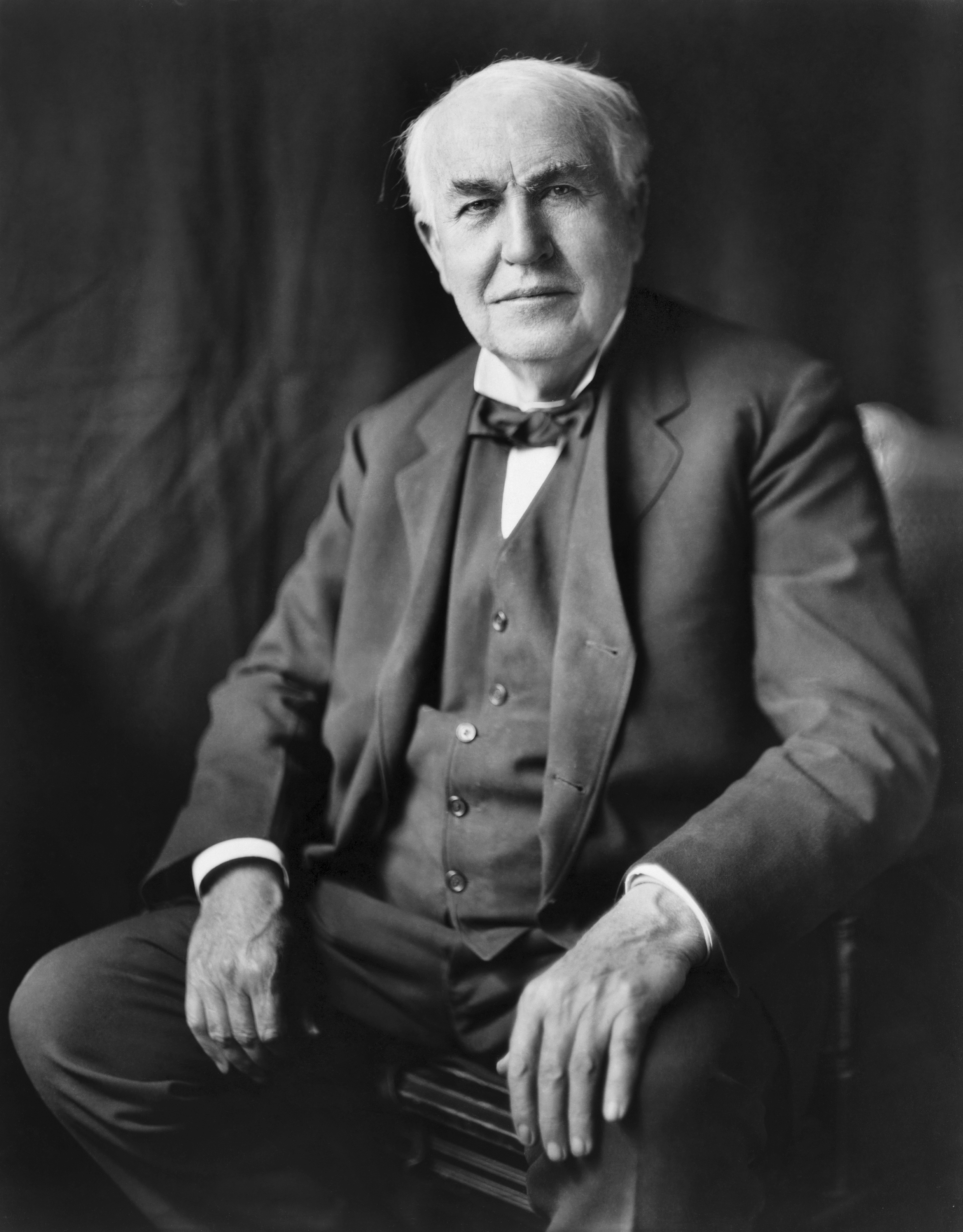
Bachrachův portrét Thomase Edisona, 1922

Bachrach Studios je síť nejstarších nepřetržitě provozovaných fotografických studií na světě. Společnost založil v Baltimoru v roce 1868 David Bachrach junior.

## Historie
Zakladatel studia David Bachrach pořídil údajně jedinou fotografii Abrahama Lincolna v Gettysburgu a studio od té doby fotografovalo každou americkou hlavu státu. Majitelům firmy to umožnilo fotografovat všechny důležité osobnosti, které mohli. Obdrželi povolení fotografovat takové pozoruhodné osobnosti jako byli například Charles Lindbergh nebo Calvin Coolidge. Ve studiu vznikly portréty významných autorit své doby, jako byli například Alberta Einstein, Thomas Edison, Henry Ford, Eleanor Roosevelt, Douglas Dobson, Muhammad Ali a mnoho dalších.
V roce 1919 společnost najala Paula Gittingse, který otevřel a řídil pobočky Bachrach Studios v Texasu. Bachrach Studios mělo v době svého největšího rozkvětu v roce 1929 čtyřicet osm poboček po celých Spojených státech. Během Velké deprese Bachrach společnost zmenšil a prodával studia v Texasu Gittingsovi.
Vnuk Davida Bachracha fotograf Louis Fabian Bachrach v ateliérech Bachrach Studios představil barevné fotografie během padesátých let, a studia zcela přizpůsobil na výrobu barevných fotografií během let sedmdesátých. Byl autorem portrétů osobností jako například: prezidenti Richard Nixon a Ronald Reagan, dále pak: Jean-Claude Duvalier, Fajsal bin Abd al-Azíz, Indira Gándhíová, Džaváharlál Néhrú, Jacques-Yves Cousteau, Joe DiMaggio, fotograf Richard Avedon, Robert Frost, Buckminster Fuller, Ted Kennedy nebo Muhammad Ali.
Bachrach Studios zůstává rodinným podnikem ještě v roce 2010.

## Galerie

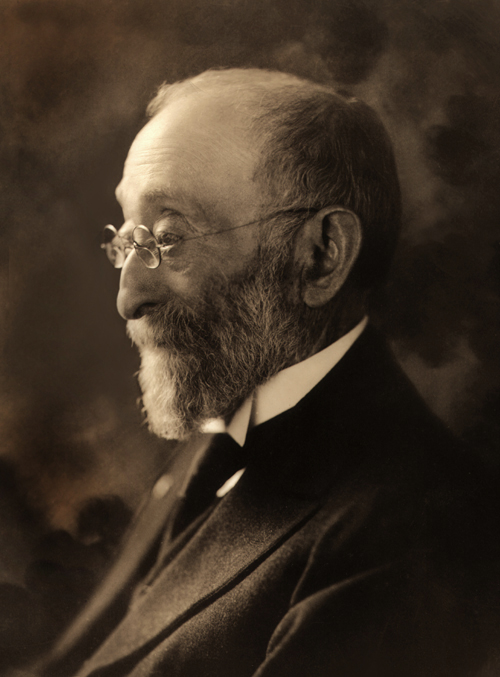
David Bachrach junior, před 10. prosincem 1921
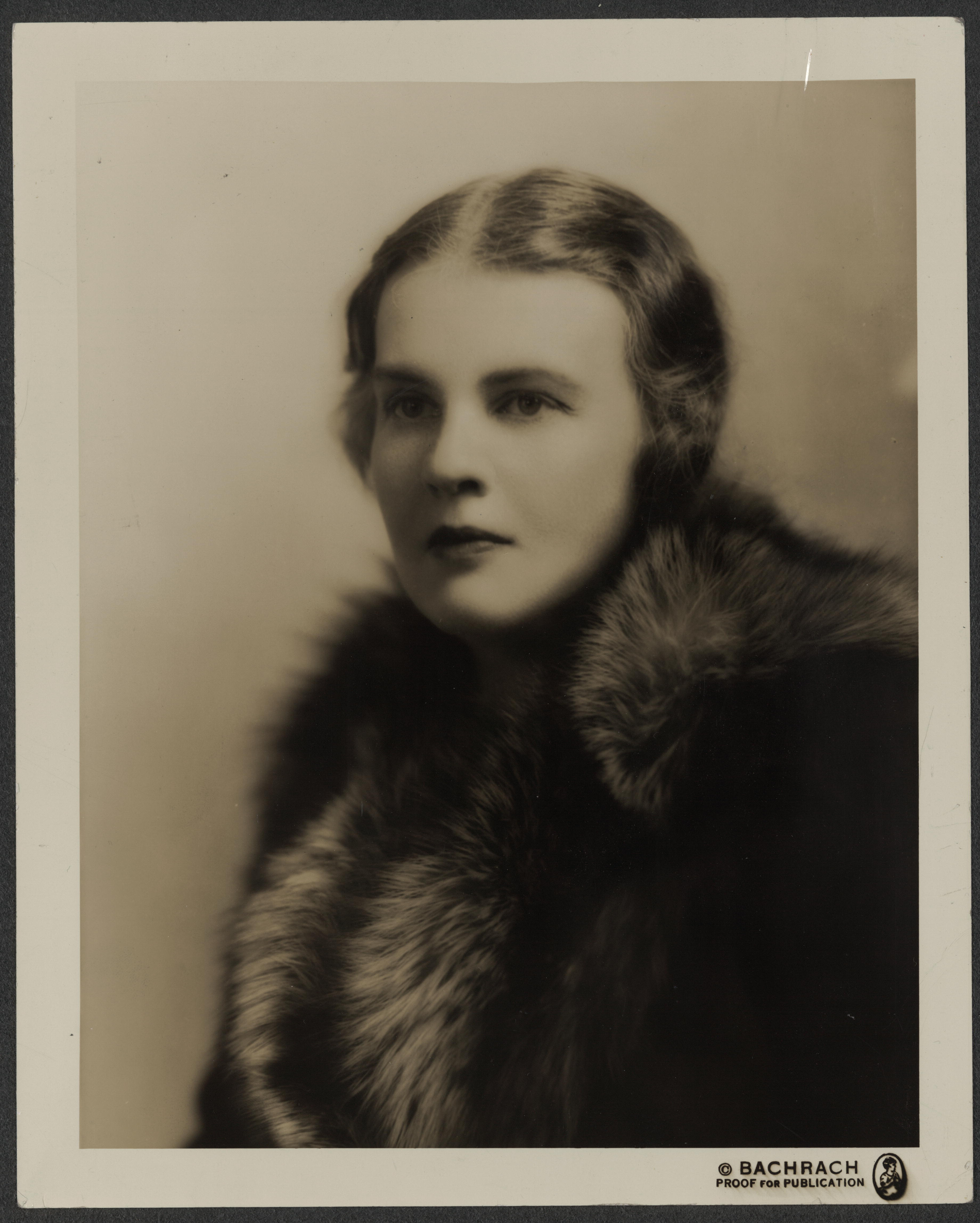
Dorothy Thompson, asi 1936
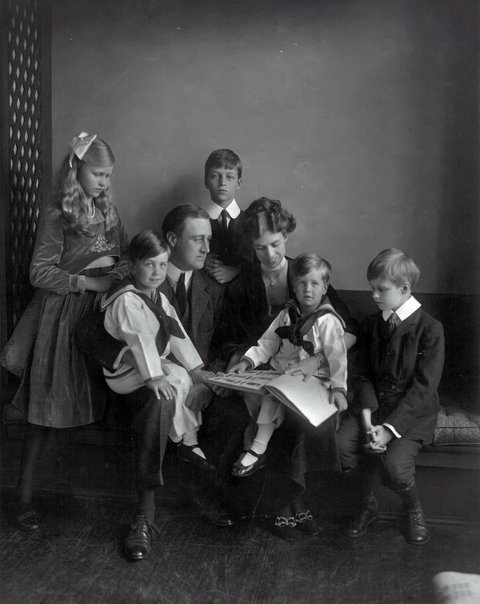
Rodinný portrét rodiny Franklina Roosevelta, 1919
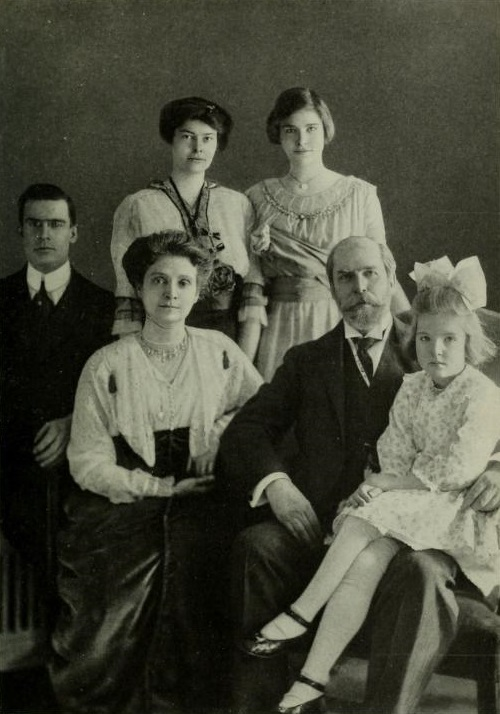
Charles Evans Hughes se svou rodinou
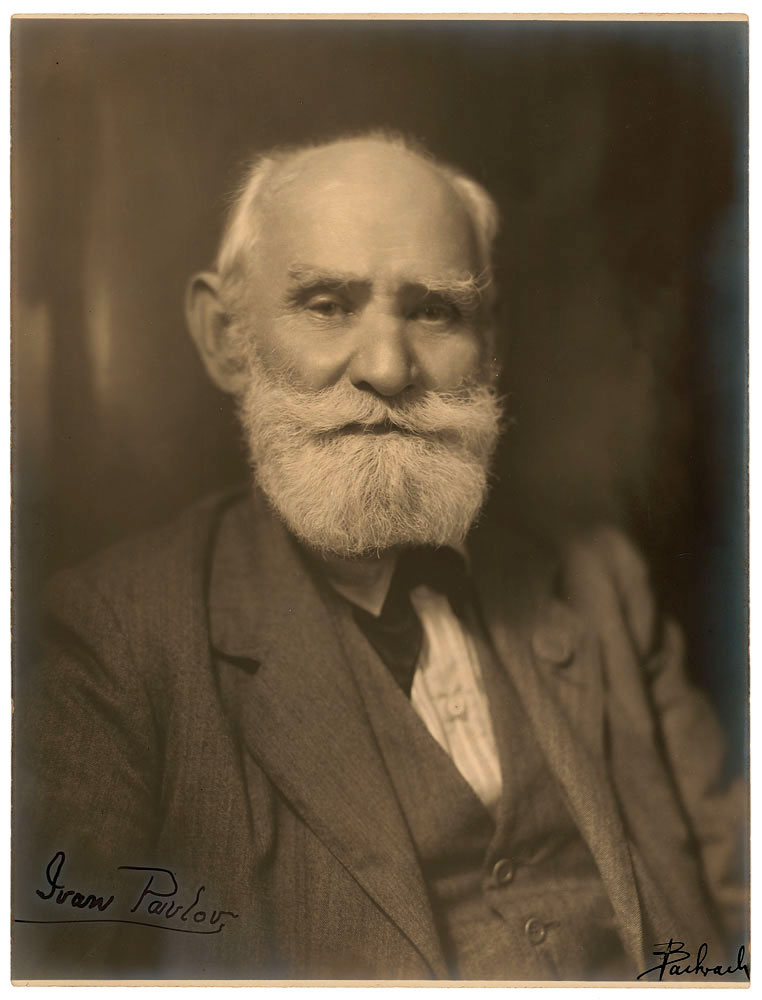
Ivan Pavlov
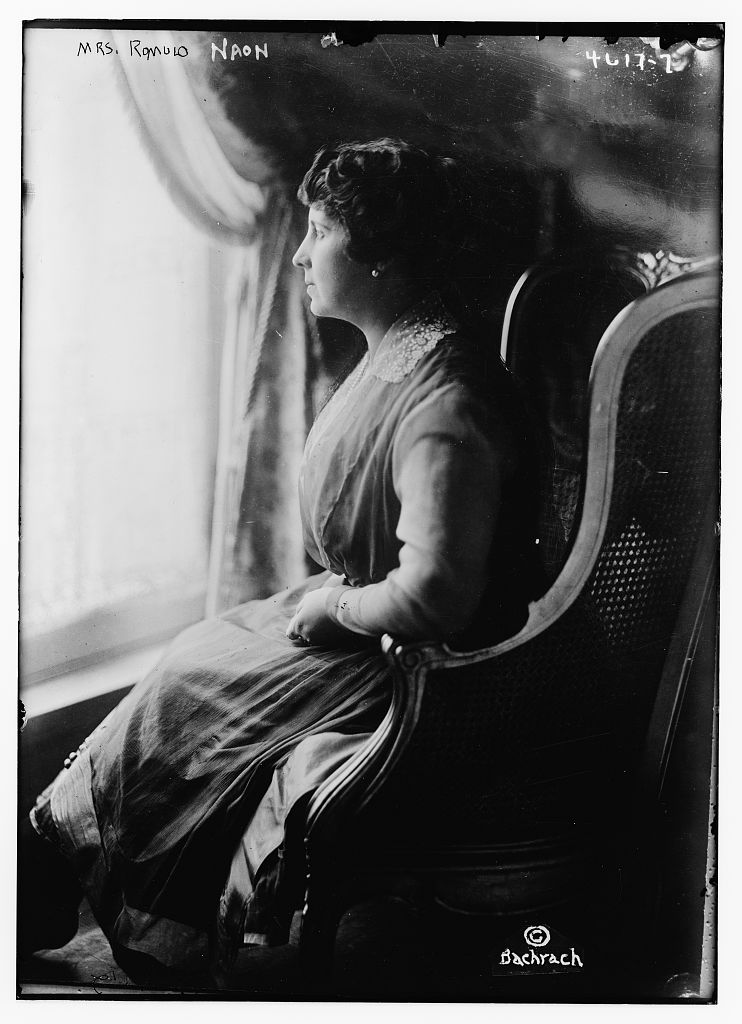
Romulo Naon, 1915–1920
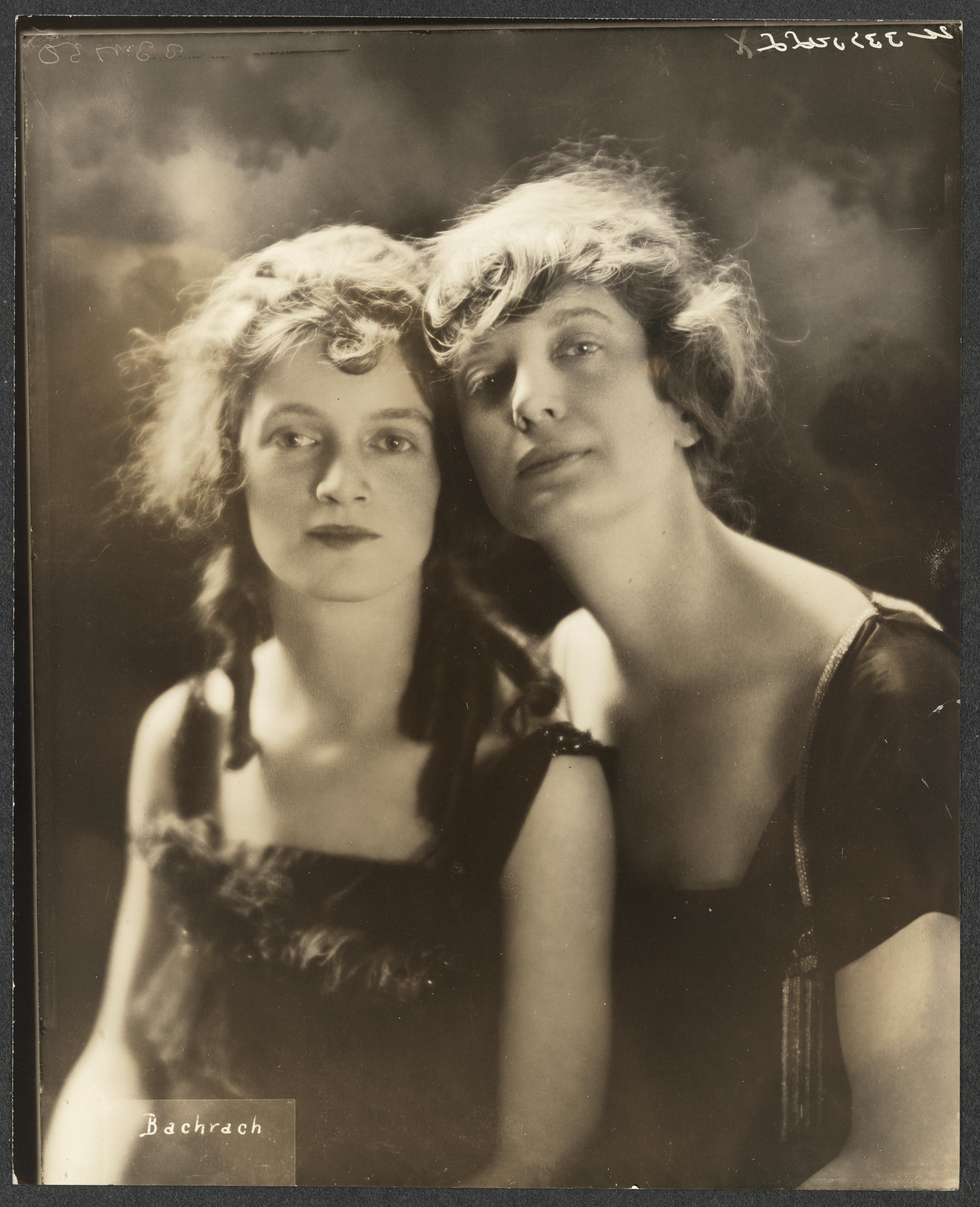
Muriel Lynch
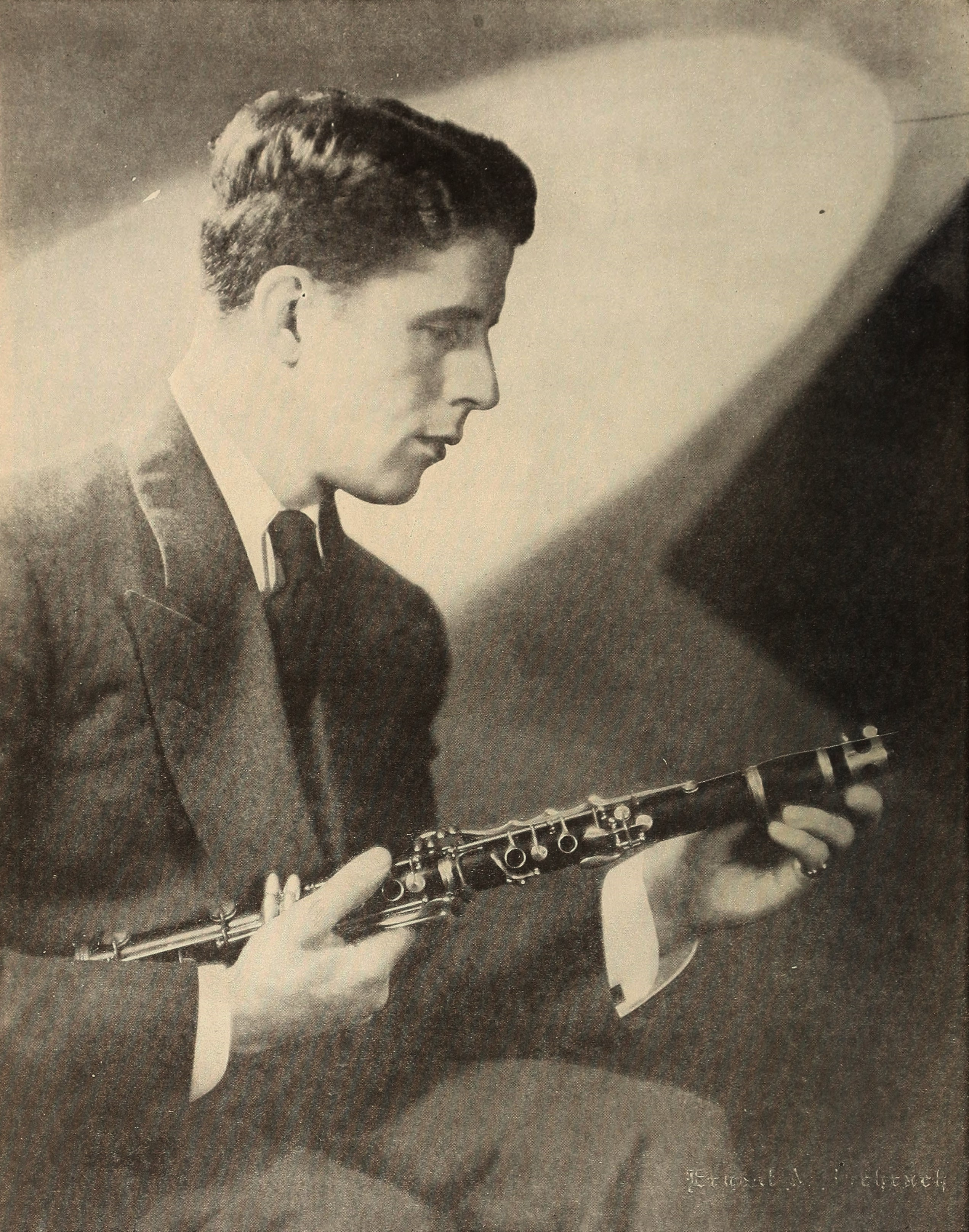
Rudy Vallee, 1929
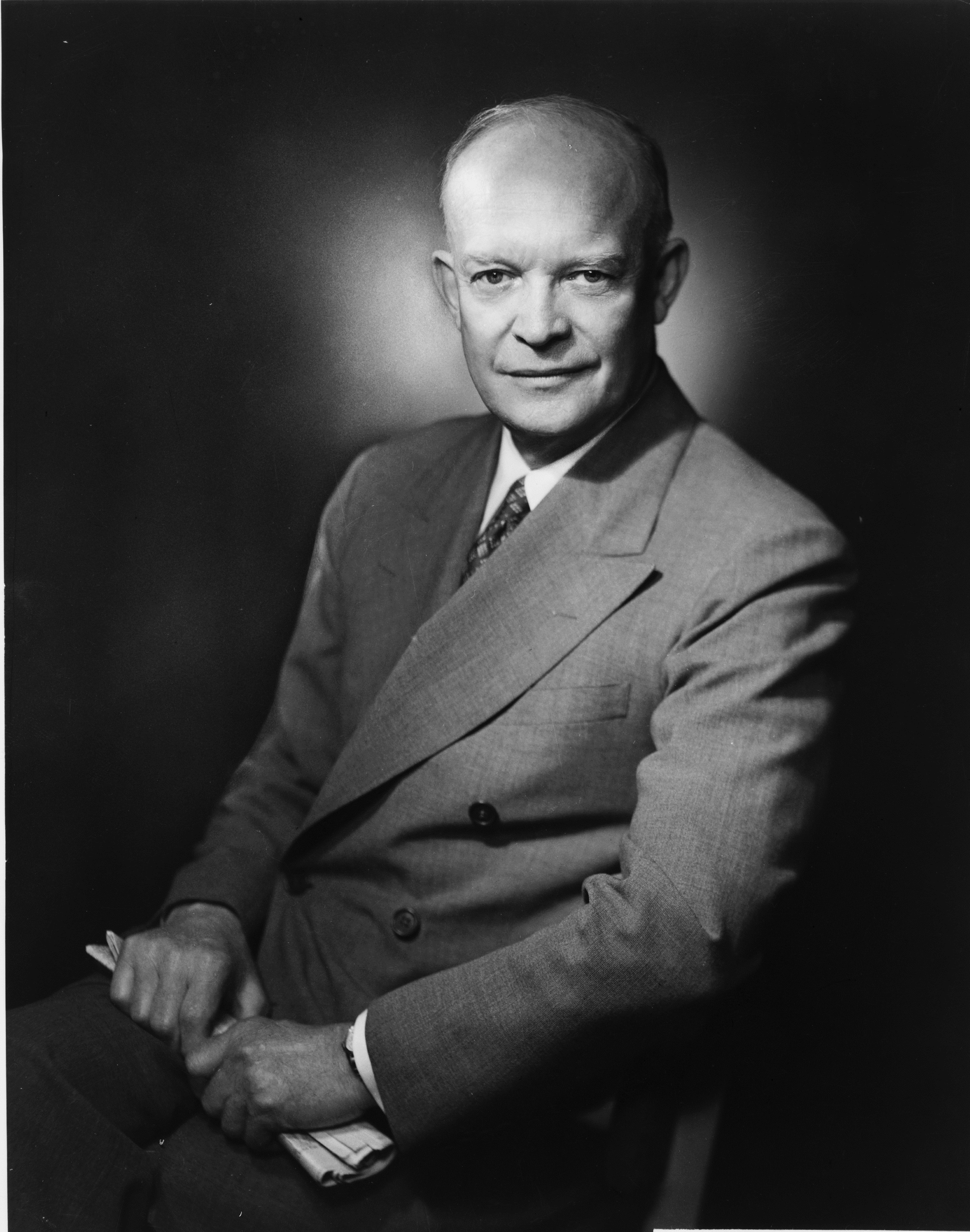
Dwight D. Eisenhower, asi 1952